# Stacey Kent
Stacey Kent (South Orange, 27 marzo 1968) è una cantante statunitense di musica jazz.

## Biografia
Cresciuta a New York, da piccola ha studiato pianoforte, influenzata nella sua sensibilità musicale dall’ascolto di Frank Sinatra e Nat King Cole. Dopo essersi diplomata in letteratura comparata si è spostata a Londra; dapprima ha frequentato la Guildhall School of Music and Drama – dove ha conosciuto il futuro marito – e poi si è unita come vocalist all’orchestra Vile Bodies che si esibiva al "Ritz Hotel".
Negli anni novanta ha iniziato la sua carriera professionale cantando al "Café Bohème" di Soho, a Londra. Dopo due anni, è entrata a far parte in pianta stabile dello staff artistico del "Ronnie Scott Jazz Club" a Londra. Ha realizzato il suo primo album, Close Your Eyes, nel 1997.
Nella sua carriera ha ricevuto riconoscimenti e premi, inclusi il "British Jazz Award" nel 2001, il "BBC Jazz Award" nella categoria "Migliore Voce Femminile" nel 2002 e una nomination ai Grammy Awards 2008 per la sua performance nell'album Breakfast on the Morning Tram. Dal 1991 è  sposata con il sassofonista, compositore e produttore Jim Tomlinson, con il quale ha collaborato artisticamente in più occasioni.
Stacey Kent, oltre ai lavori prettamente jazzistici sviluppati negli USA e in Europa, ha frequentato le atmosfere brasiliane a partire dal 2003 cantando nel disco Brazilian Sketches  realizzato da Jim Tomlinson; nel 2013 ha registrato The Changing Lights, album dedicato ai classici della bossa nova, seguito nel 2015 da Tenderly, realizzato con il chitarrista brasiliano Roberto Menescal, Jim Tomlinson al sassofono tenore e flauto e Jeremy Brown al contrabbasso.
Il 20 ottobre 2017 viene pubblicato con Okeh (la sua nuova etichetta) I Know I Dream: The Orchestral Sessions registrato a Londra con un'orchestra di sessanta musicisti.
Molto apprezzata in Francia, dove ha registrato alcuni album tra cui Breakfast on the Morning Tram con cui ha ottenuto il Disco d'oro, è stata insignita nel 2009 dell'Ordine delle arti e delle lettere dal ministro della cultura Christine Albanel.

## Discografia
- 1998 - The Tender Trap
- 1999 - Only Trust Your Heart
- 2000 - Let Yourself Go: Celebrating Fred Astaire
- 2001 - Dreamsville
- 2001 - Brazilian Sketches
- 2001 - Shall We Dance?
- 2002 - In Love Again: The Music of Richard Rodgers
- 2003 - The Boy Next Door
- 2003 - The Christmas Song
- 2004 - SK Collection
- 2006 - The Lyric
- 2007 - SK Collection II
- 2007 - Breakfast on the Morning Tram
- 2010 - Raconte-moi...
- 2011 - Hushabye Mountain
- 2011 - Dreamer in Concert (Live in Paris)
- 2013 - The Changing Lights
- 2015 - Tenderly
- 2017 - I Know I Dream: The Orchestral Sessions